# Altmühltal-Panoramaweg

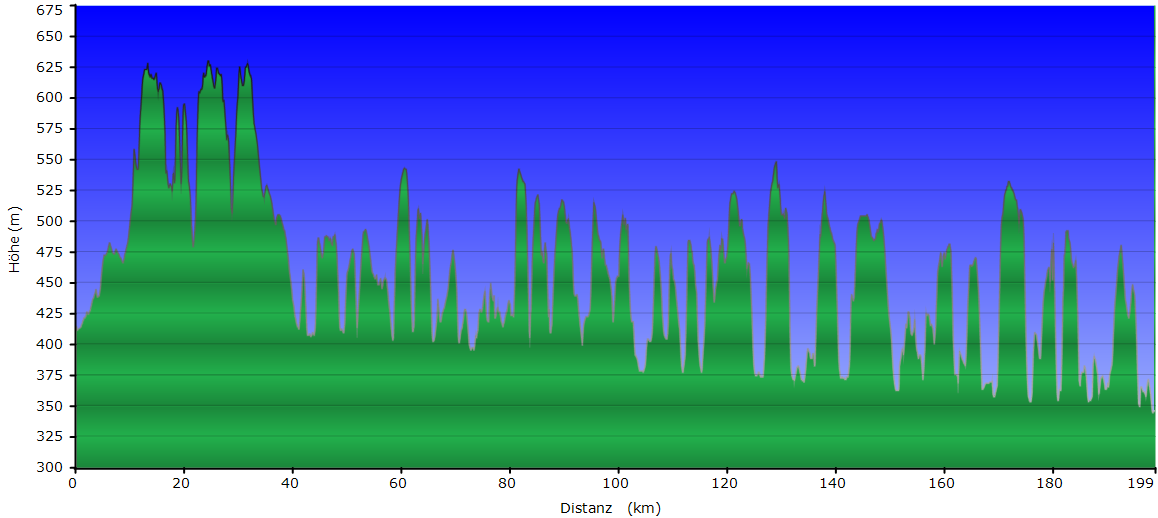
Höhenprofil

Der Altmühltal-Panoramaweg ist ein rund 200 Kilometer langer Streckenwanderweg von Gunzenhausen bis Kelheim.

## Beschreibung
Der Altmühltal-Panoramaweg ist ein Qualitätswanderweg in Bayern. Er führt von Gunzenhausen über Treuchtlingen, Eichstätt und Beilngries nach Kelheim.
Der Weg führt durch die Landkreise Weißenburg-Gunzenhausen, Eichstätt, Neumarkt in der Oberpfalz und Kelheim und die Städte und Gemeinden Gunzenhausen, Treuchtlingen, Pappenheim, Solnhofen, Mörnsheim, Dollnstein, Eichstätt, Walting, Kipfenberg, Kinding, Beilngries, Dietfurt an der Altmühl, Riedenburg, Essing und Kelheim. Neben der Hauptroute gibt es 27 Schlaufenwege.
Der Weg führt entlang der Altmühl vorbei an Wacholderheiden und Felsenlandschaften. Eine Felsformation sind die Zwölf Apostel zwischen Solnhofen und Mörnsheim. Rund um Solnhofen, Langenaltheim, Mörnsheim, Schernfeld und Eichstätt gibt es Steinbrüche der Solnhofener Plattenkalke. Am Weg wurden Tier- und Pflanzenarten aus der Jurazeit wie Exemplare des Urvogels Archaeopteryx lokalisiert. Der Weg berührt auch den Main-Donau-Kanal, der später die naturbelassene Altmühl bei Dietfurt aufnimmt. Die Holzbrücke bei Essing gilt als die längste Holzbrücke Europas. Am Weg befinden sich die Überreste eines keltischen Ringwalls, die Weltenburger Enge, die Burg Pappenheim, die Barock- und Bischofsstadt Eichstätt, Fossiliensteinbrüche, das UNESCO-Welterbe Limes, Burg Prunn und Kloster Weltenburg mit dem Donaudurchbruch.
Der Altmühltal-Panoramaweg war 2009 Gründungsmitglied des Vereins Top Trails of Germany.

## Hauptroute
Gunzenhausen – Spielberg – Treuchtlingen – Dollnstein – Eichstätt – Kipfenberg – Beilngries – Riedenburg – Kelheim.

## Etappen
Nachfolgende Etappenempfehlung wendet sich an geübte und gut trainierte Wanderer.
- Etappe 1: Gunzenhausen (Stadthallensteg) – Spielberg, Länge: 11,3 km
- Etappe 2: Spielberg – Gelber Berg – Wolfsbronn – Steinbühl – Auernheim – Freihardt – Heumöderntal – Treuchtlingen, Länge: 29,8 km
- Etappe 3: Treuchtlingen – Dietfurt i.MFr. – Pappenheim – Solnhofen – Eßlingen – Mörnsheim – Altendorf – Dollnstein, Länge: 30 km
- Etappe 4: Dollnstein – Obereichstätt – Blumenberg – Wintershof – Eichstätt, Länge: 14,2 km
- Etappe 5: Eichstätt – Mammuthöhle Buchenhüll – Rieshofen – Isenbrunn – Gungolding – Arnsberg – Arnsberger Leite – Böhming – Kipfenberg, Länge: 29,8 km
- Etappe 6: Kipfenberg – Kinding – Unteremmendorf – Kratzmühle – Pfraundorf – Badanhausen – Hirschberg – Beilngries, Länge: 25,3 km
- Etappe 7: Beilngries – Töging – Deising – Altmühlmünster – Obereggersberg – Gundlfing – Jachenhausen – Riedenburg, Länge: 31,9 km
- Etappe 8: Riedenburg – Nußhausen – Schloss Prunn – Weihermühle – Altessing –  Keltenwall – Klösterl – Kelheim, Länge: 22,1 km

## Markierung

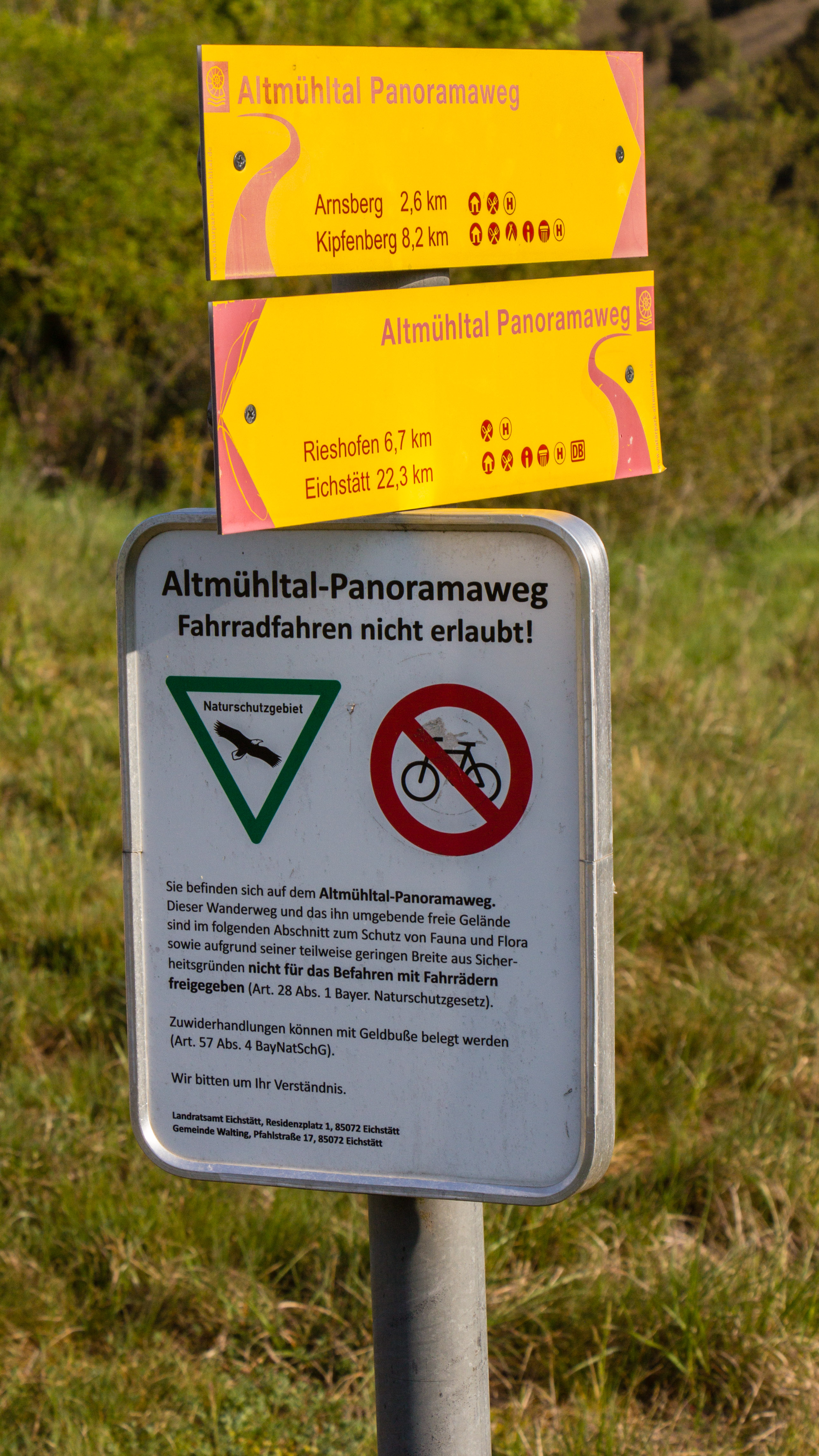
Fahrradverbotsschild in der Gungoldinger Wacholderheide

Der gesamte Weg ist gut markiert mit gelb-roten Schildern, mit zusätzlichen Richtungsweisungen, Hinweisschildern mit Kilometerangaben und Ortsinformationen. Einige schmale Wege besonders durch Naturschutzgebiete sind für Radfahrer gesperrt. Meist finden sich vor Ort ausgewiesene Umleitungsstrecken.

## Schlaufenwege

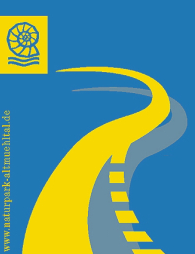
Schlaufenwege

- Schlaufenweg 1, Teufelsmauer-Weg: Gunzenhausen – Unterwurmbach – Gunzenhausen, Länge: 15 km
- Schlaufenweg 3, Hahnenkamm: Spielberg – Heidenheim – Hechlingen am See – Degersheim, Länge: 17 km
- Schlaufenweg 6, Altmühlblick: Treuchtlingen – Wettelsheim – Bubenheim – Graben – Treuchtlingen, Länge: 16 km
- Schlaufenweg 7, Reichsstadtweg: Weißenburg – Suffersheim – Geislohe – Pappenheim, Länge: 17 km
- Schlaufenweg 8, Pappenheim: Rundweg um Pappenheim, Länge: 8 km
- Schlaufenweg 9, Solnhofen – Mörnsheim: Solnhofen – Langenaltheim – Mörnsheim, Länge: 18 km
- Schlaufenweg 11, Dollnstein – Wellheim: Dollnstein – Konstein – Wellheim – Dollnstein, Länge: 17 km
- Schlaufenweg 12, Schernfeld: Schönfeld – Schernfeld – Rupertsbuch – Wegscheid – Obereichstätt, Länge: 17,5 km
- Schlaufenweg 14, Eichstätt: Eichstätt – Landershofen – Buchenhüll – Eichstätt, Länge: 14,8 km
- Schlaufenweg 15, Walting: Pfünz – Mammuthöhle – Buchenhüll – Walting – Pfünz, Länge: 18,8 km
- Schlaufenweg 16, Mühlenweg: Arnsberg – Schambach – Attenzell – Kipfenberg – Grösdorf, Länge: 18,4 km
- Schlaufenweg 17, Ritter- und Römerweg: Erlinghofen – Erkertshofen – Titting – Emsing – Altdorf – Erlinghofen, Länge: 22,5 km
- Schlaufenweg 18, Romantikweg im Anlautertal: Erlinghofen – Eibwang – Enkering – Erlinghofen, Länge: 15 km
- Schlaufenweg 19, Schwarzachtal–Panoramaweg: Greding – Heimbach – Enkering – Kinding – Greding, Länge: 23,5 km
- Schlaufenweg 22, Sulztal–Wanderweg: Beilngries – Plankstetten – Berching – Beilngries, Länge: 22,5 km
- Schlaufenweg 23, Labertalweg: Lassoweg: Dietfurt – Unterbürg – Voglmühle – Dürn – Breitenbrunn – Dietfurt, Länge: 26,5 km
- Schlaufenweg 24, Schambachtal Wanderweg: Riedenburg – Hattenhausen – Altmannstein – Hexenagger – Fraunberghausen – Riedenburg, Länge: 23 km
- Schlaufenweg 25, Riedenburg: Riedenburg – Jachenhausen – Riedenburg, Länge: 12,8 km
- Schlaufenweg 26, Essing–Ihrlerstein: Essing – Altessing – Schulerloch – Ihrlerstein – Kelheim, Länge: 12,8 km
- Schlaufenweg 27, Weltenburger Höhenweg: Kelheim – Hohenpfahl – Weltenburg – Kloster Weltenburg, Länge: 6,4 km

## Auszeichnungen
Der Altmühltal-Panoramaweg wurde 2005 freigegeben und ein Jahr später als Qualitätswanderweg mit dem Gütesiegel des Deutschen Wanderverbands zertifiziert.
Die deutschen Wanderer wählten den Altmühltal-Panoramaweg zum Wanderweg des Jahres 2007, und 2012 wurde er als Deutschlands Schönster Wanderweg ausgezeichnet.

## Bilder

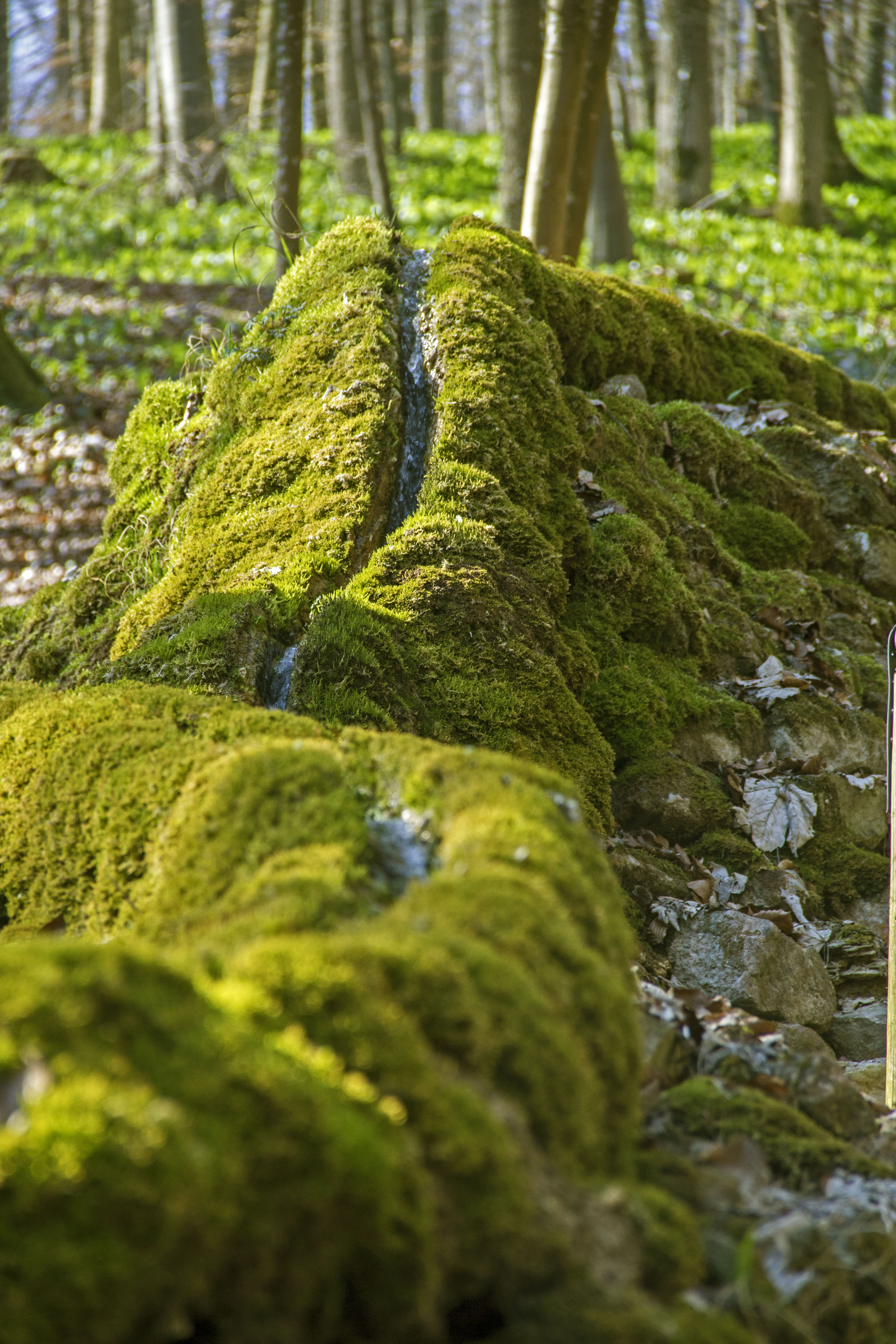
Steinerne Rinne bei Wolfsbronn
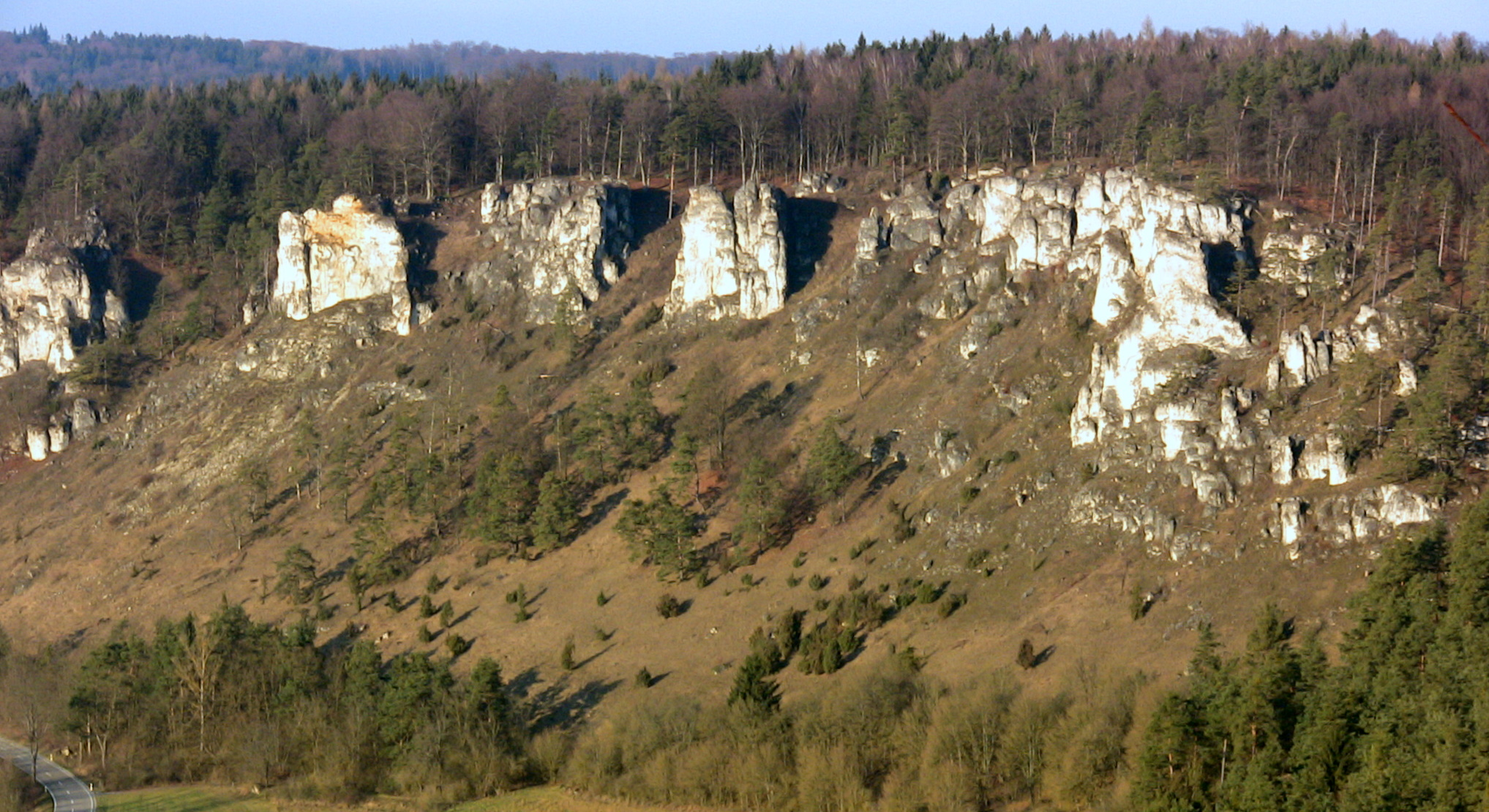
Felsengruppe Arnsberger Leite bei Kipfenberg
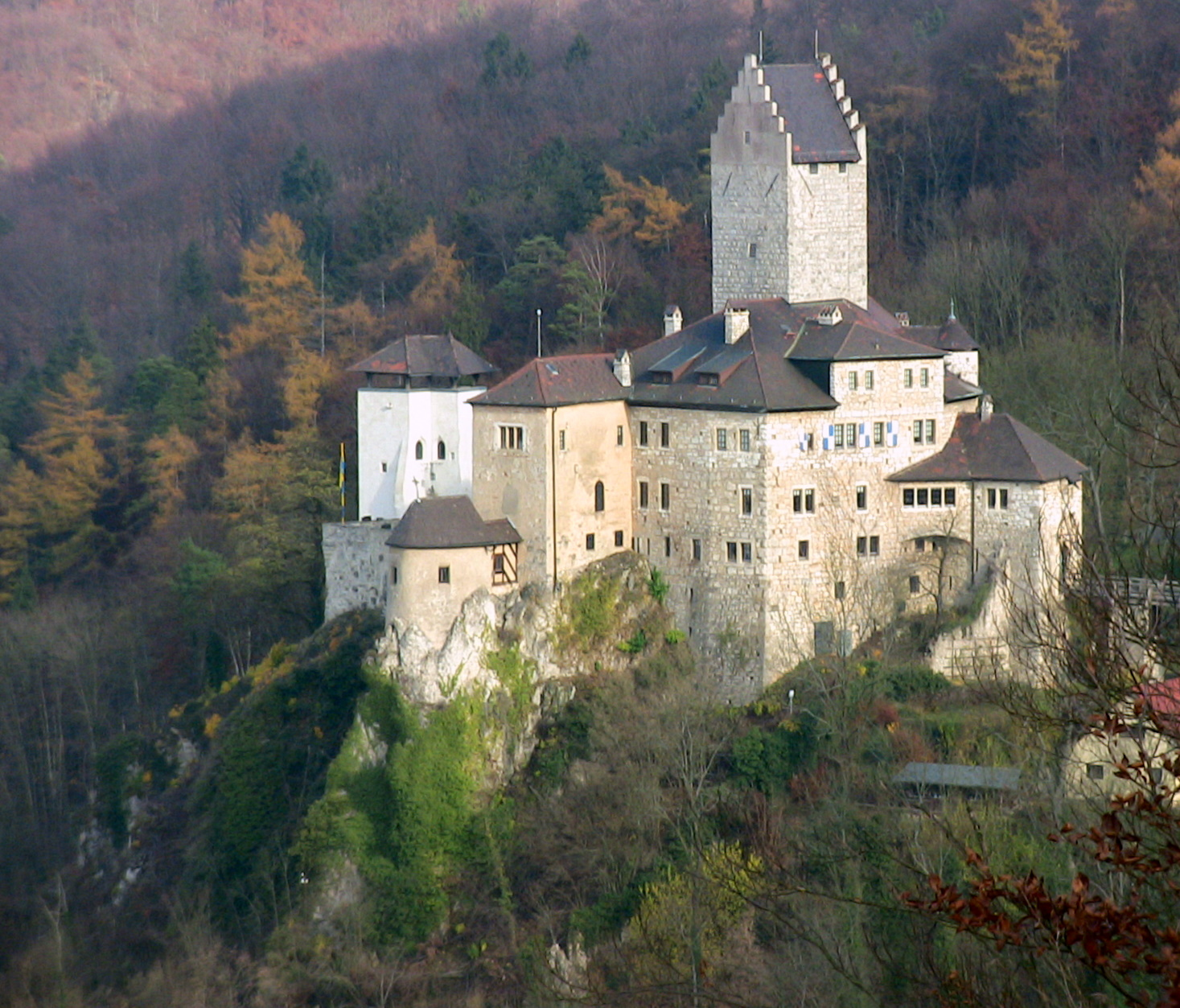
Burg Kipfenberg
Torfelsen bei Unteremmerndorf
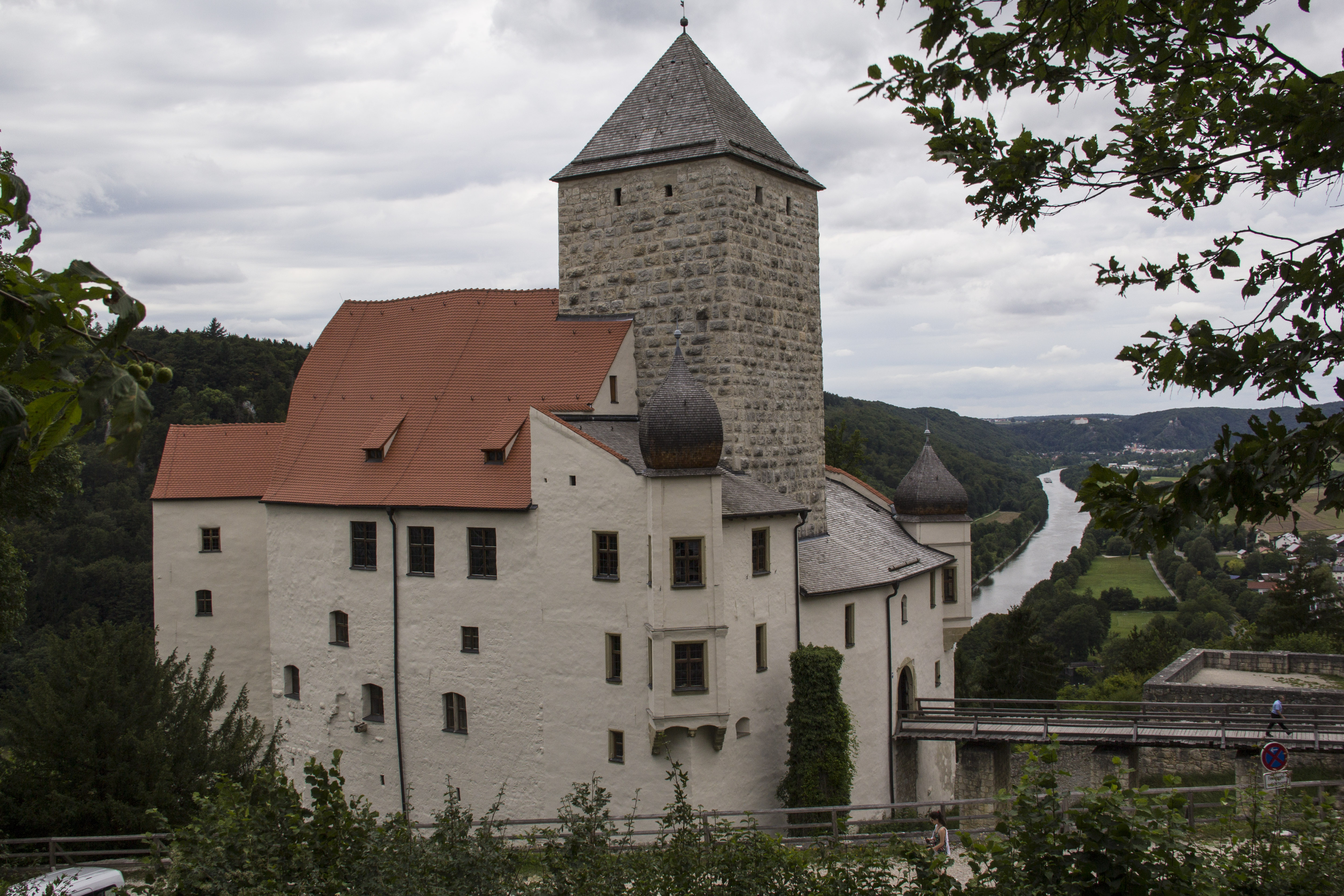
Burg Prunn
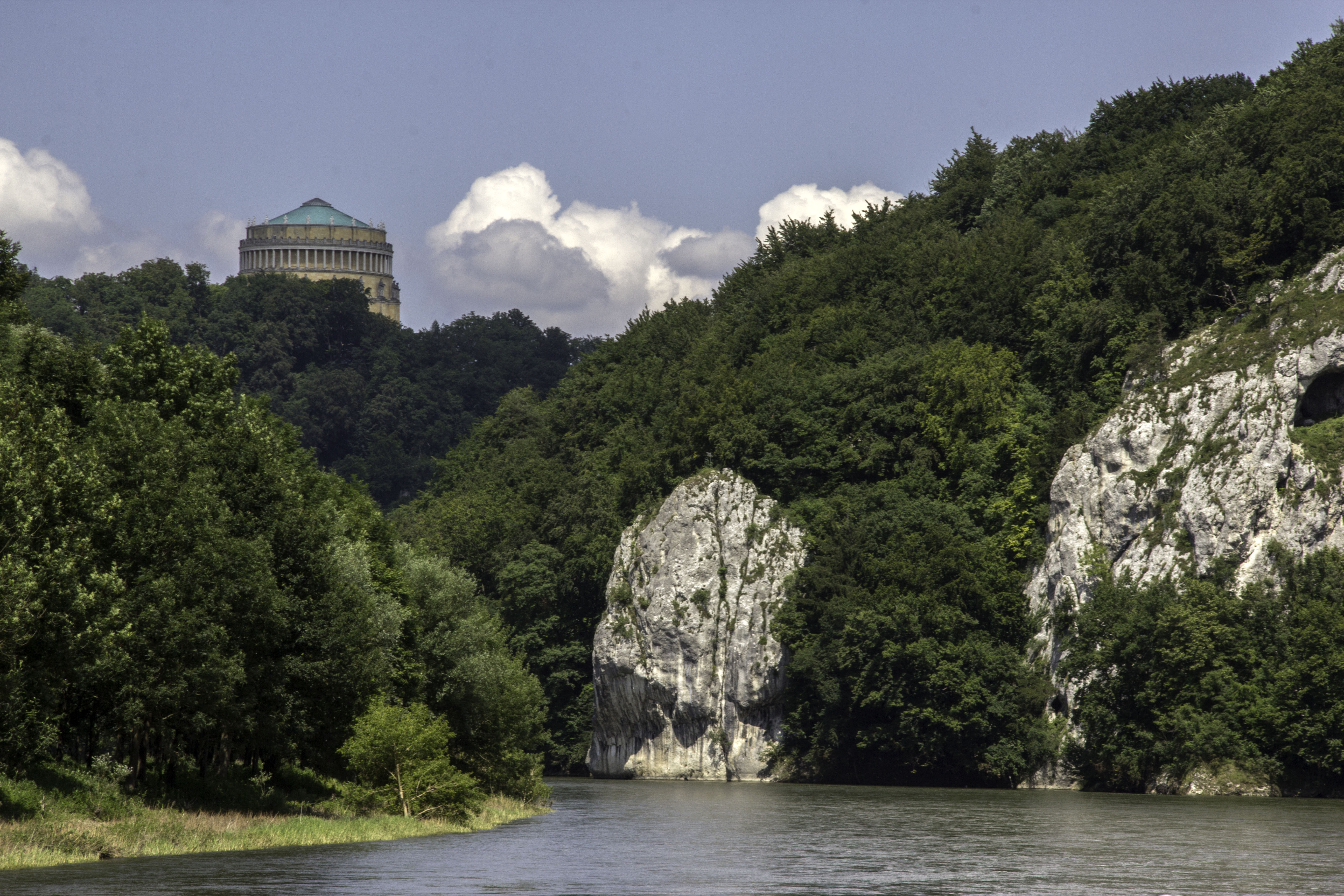
Donaudurchbruch bei Kelheim